# NGC 6960
NGC 6960 је остатак супернове у сазвежђу Лабуд која се налази на NGC листи објеката дубоког неба.
Деклинација објекта је + 30° 43' 0" а ректасцензија 20h 45m 42,0s. Привидна величина (магнитуда) објекта NGC 6960 износи 13,8 а фотографска магнитуда 7,0. NGC 6960 је још познат и под ознакама LBN 191, Veil nebula.